# Steve Pinizzotto
 Steve Pinizzotto (né le 26 avril 1984 à Toronto, en Ontario, au Canada) est un joueur professionnel canado-allemand de hockey sur glace évoluant au poste d'ailier droit ou de centre.

## Carrière de joueur
Pinizzotto commence à patiner vers l'âge de 4 ans et commence à jouer au hockey à 5 ans pour l'équipe de Lorne Park[réf. nécessaire]. Il joue pour plusieurs organisations mineures comme les Redwings de Toronto, les Reps de Mississauga, les Flyers de Don Mills et les Rangers de Oakville avant de rejoindre les Blades de Oakville de la Ligue de hockey junior de l'Ontario (LHJO) à l'âge de 16 ans. Il joue cinq ans avec les Blades où il mène l'équipe au championnat de la division Ouest en 2003-2004. L'année suivante, il est nommé capitaine et meilleur joueur de son équipe avec 33 buts et 62 passes.
Lors de sa dernière saison junior, Pinizzotto se déchire le ligament croisé antérieur de son genou droit. Cette blessure le met à l'écart du jeu pour les dix premières parties de sa première saison dans la National Collegiate Athletic Association (NCAA) avec les RIT Tigers en 2005-2006. En 2006-2007, Pinizzotto mène son équipe au chapitre des points avec 44 points (13 buts et 31 passes) en seulement 34 rencontres. Il est classé à la cinquième place du championnat avec une moyenne de 0,91 passes par rencontre et douzième dans la 1re division avec une moyenne de 1,29 points par partie. RIT gagne le championnat de l'Atlantic Hockey à la fin de la saison régulière avec une offensive puissante et un jeu en supériorité qui finit deuxième dans la ligue. Pinizzotto comptabilise 8 buts et 17 passes sur le jeu de puissance. Il accumule un total de 57 points en 54 rencontres durant sa carrière avec RIT.
En 2007, Steve Pinizzotto devient le premier joueur de RIT à signer un contrat dans la LNH, depuis que le programme a changé pour la première division en 2005. Il signe avec les Capitals de Washington un contrat de 2 ans en mars 2007. Il est assigné aux Stingrays de la Caroline du Sud en septembre 2007 et appelé par les Hershey.
En mars 2009, il est appelé à Washington pour le remplacement de joueurs blessés. Bien qu'il prenne part à l'échauffement d'avant match contre les Maple Leafs de Toronto, le 23 mars, il ne joue pas et il est finalement de retour à Hershey pour le reste de la saison, sans avoir joué pour les Capitals. En 2009-2010, Pinizzotto accumule 41 points (13 buts et 28 passes) et est le meilleur joueur de son équipe avec 124 minutes de pénalité en 69 matchs en saison régulière.
Le 17 janvier 2014 les Panthers de la Floride l'échange en compagnie de Jack Combs aux Oilers d'Edmonton en retour de Ryan Martindale et de Derek Nesbitt.

## Vie personnelle
Steve a joué au baseball lors de sa jeunesse[réf. nécessaire]. Il a deux frères aînés, Jason, qui est un joueur de hockey professionnel en Allemagne, et Marc qui a également joué en tant que professionnel en Allemagne. Steve a grandi dans la municipalité de Lorne Park près de Mississauga.

### Nationalité
Steve Pinizzotto est titulaire d'un passeport canadien et allemand, était admissible à la nationalité allemande parce que ses grands-parents maternels y sont nés. Il est né au Canada avec des racines en Allemagne. La mère de Steve, Linda est d'origine allemande et son père est italien[réf. nécessaire].

## Statistiques
| Saison    | Équipe                          | Ligue |    | Saison régulière | Saison régulière | Saison régulière | Saison régulière | Saison régulière |   | Séries éliminatoires | Séries éliminatoires | Séries éliminatoires | Séries éliminatoires | Séries éliminatoires |
| Saison    | Équipe                          | Ligue | PJ | B                | A                | Pts              | Pun              | PJ               | B | A                    | Pts                  | Pun                  |                      |                      |
| 2000-2001 | Blades de Oakville              | LHJO  | 5  | 2                | 1                | 3                | 2                |                  |   |                      |                      |                      |                      |                      |
| 2001-2002 | Blades de Oakville              | LHJO  | 34 | 10               | 16               | 26               | 40               |                  |   |                      |                      |                      |                      |                      |
| 2002-2003 | Blades de Oakville              | LHJO  | 44 | 16               | 24               | 40               | 152              |                  |   |                      |                      |                      |                      |                      |
| 2003-2004 | Blades de Oakville              | LHJO  | 39 | 17               | 34               | 51               | 177              |                  |   |                      |                      |                      |                      |                      |
| 2004-2005 | Blades de Oakville              | LHJO  | 48 | 33               | 62               | 95               | 86               |                  |   |                      |                      |                      |                      |                      |
| 2005-2006 | Tigers de R.I.T                 | NCAA  | 20 | 7                | 6                | 13               | 32               |                  |   |                      |                      |                      |                      |                      |
| 2006-2007 | Tigers de R.I.T                 | AHA   | 34 | 13               | 31               | 44               | 76               |                  |   |                      |                      |                      |                      |                      |
| 2006-2007 | Bears de Hershey                | LAH   | 5  | 0                | 0                | 0                | 4                | -                | - | -                    | -                    | -                    |                      |                      |
| 2007-2008 | Stingrays de la Caroline du Sud | ECHL  | 40 | 15               | 17               | 32               | 58               | 10               | 1 | 2                    | 3                    | 34                   |                      |                      |
| 2007-2008 | Bears de Hershey                | LAH   | 23 | 0                | 4                | 4                | 12               | 5                | 0 | 0                    | 0                    | 13                   |                      |                      |
| 2008-2009 | Bears de Hershey                | LAH   | 45 | 4                | 7                | 11               | 61               | 21               | 3 | 2                    | 5                    | 28                   |                      |                      |
| 2008-2009 | Stingrays de la Caroline du Sud | ECHL  | 11 | 4                | 6                | 10               | 19               | -                | - | -                    | -                    | -                    |                      |                      |
| 2009-2010 | Bears de Hershey                | LAH   | 69 | 13               | 28               | 41               | 124              | 21               | 5 | 3                    | 8                    | 33                   |                      |                      |
| 2010-2011 | Bears de Hershey                | LAH   | 68 | 17               | 25               | 42               | 178              | 6                | 2 | 2                    | 4                    | 6                    |                      |                      |
| 2012-2013 | Wolves de Chicago               | LAH   | 24 | 4                | 8                | 12               | 29               | -                | - | -                    | -                    | -                    |                      |                      |
| 2012-2013 | Canucks de Vancouver            | LNH   | 12 | 0                | 0                | 0                | 29               | 1                | 0 | 0                    | 0                    | 0                    |                      |                      |
| 2013-2014 | Rampage de San Antonio          | LAH   | 20 | 6                | 1                | 7                | 67               | -                | - | -                    | -                    | -                    |                      |                      |
| 2013-2014 | Barons d'Oklahoma City          | LAH   | 30 | 6                | 12               | 18               | 116              | 1                | 0 | 0                    | 0                    | 14                   |                      |                      |
| 2013-2014 | Oilers d'Edmonton               | LNH   | 6  | 0                | 2                | 2                | 15               | -                | - | -                    | -                    | -                    |                      |                      |
| 2014-2015 | Oilers d'Edmonton               | LNH   | 18 | 2                | 2                | 4                | 30               | -                | - | -                    | -                    | -                    |                      |                      |
| 2014-2015 | Barons d'Oklahoma City          | LAH   | 25 | 1                | 10               | 11               | 117              | -                | - | -                    | -                    | -                    |                      |                      |
| 2015-2016 | EHC Munich                      | DEL   | 42 | 13               | 5                | 18               | 151              | 13               | 4 | 12                   | 16                   | 66                   |                      |                      |
| 2016-2017 | EHC Munich                      | DEL   | 26 | 4                | 13               | 17               | 114              | 9                | 2 | 2                    | 4                    | 49                   |                      |                      |
| 2017-2018 | EHC Munich                      | DEL   | 39 | 13               | 17               | 30               | 100              | 12               | 3 | 5                    | 8                    | 20                   |                      |                      |
| 2018-2019 | Kölner Haie                     | DEL   | 17 | 3                | 3                | 6                | 34               | -                | - | -                    | -                    | -                    |                      |                      |